# Zerá
Zera ou Zerá (em hebraico: זֶרַח, lit. "nascer do sol", romaniz.: Zéraḥ/Záraḥ, tiberiano: Zéraḥ/Zāraḥ) é um nome que refere-se a cinco pessoas diferentes na Bíblia hebraica.

## O etíope
Zerá, o etíope, é um indivíduo mencionado pelo livro de Crônicas como tendo invadido o Reino de Judá com um exército enorme, nos dias de Asa. Segundo o texto, quando o exército de Zerá alcançou o de Asa em Zefatá, o exército de Zerá foi totalmente derrotado, por intervenção divina, e as forças de Asa coletou uma grande quantidade de despojos de guerra.  Permanece incerto a identificação de Zerá com qualquer secularmente conhecido governante egípcio ou etíope.
A invasão, e sua implícita de tempo, significa que a visão tradicional era a considerar essa Zerá ter sido efectivamente Osocor II ou Osocor I, sendo ambos os governantes do Egito. Osocor II, é conhecida por ter entrado no Reino de Judá, com um enorme exército, em 853 a.C., no entanto, em vez de atacar Judá, o exército estava só de passagem, em sua maneira de atacar as forças assírias. Além disso, o reinado de Asa é tradicionalmente datada de ter terminado em 873 a.C., tornando impossível para o texto bíblico é correto se Osocor II foi Zerá, a partir do reinado Osocor II ainda não tinha começado até um ano depois - 872 a.C. No Livro dos Reis, que não menciona a derrota do Asa de Zerá, o Asa é descrita como sendo extremamente fraca do ponto de vista defensivo, e estudiosos da Bíblia em conta a ideia de que Asa poderia derrotar um enorme exército egípcio a ser insustentável.
Além disso, refere-se ao etíope Cuxe (Etiópia histórica), e é claro por que quer Osocor deve ser descrito como um etíope, uma vez que a afirmação seria injustificada. É uma possibilidade que o etíope (כושי) é um tipográfica erro para cassita (כישי), e que consequentemente se refere a uma invasão da Babilônia (cassita), mas é considerado muito mais provável que ele se refere a uma invasão por um grupo de saqueadores dos árabes, cujos números foram enormemente exagerados.

## Filho de Tamar
Segundo o livro do Gênesis, Zerá foi filho de Tamar e de Judá, e foi o irmão gêmeo de Perez. O texto diz que ele foi chamado Zerá porque quando ele enfiou a mão antes de nascer, a parteira amarrou um fio escarlate brilhante em seu pulso. Apesar de todos os outros usos bíblicos da palavra zerá a traduzir como subir, aqui o nome está derivam da cor do fio brilhante - vermelha - que é semelhante à cor inicial do nascer do sol.
A Bíblia também identifica Zerá como o nome do fundador de um dos clãs simeonitas.

## Nomes nas genealogias do Livro de Crônicas
Zera foi um levita gersonita.